# Podłoga

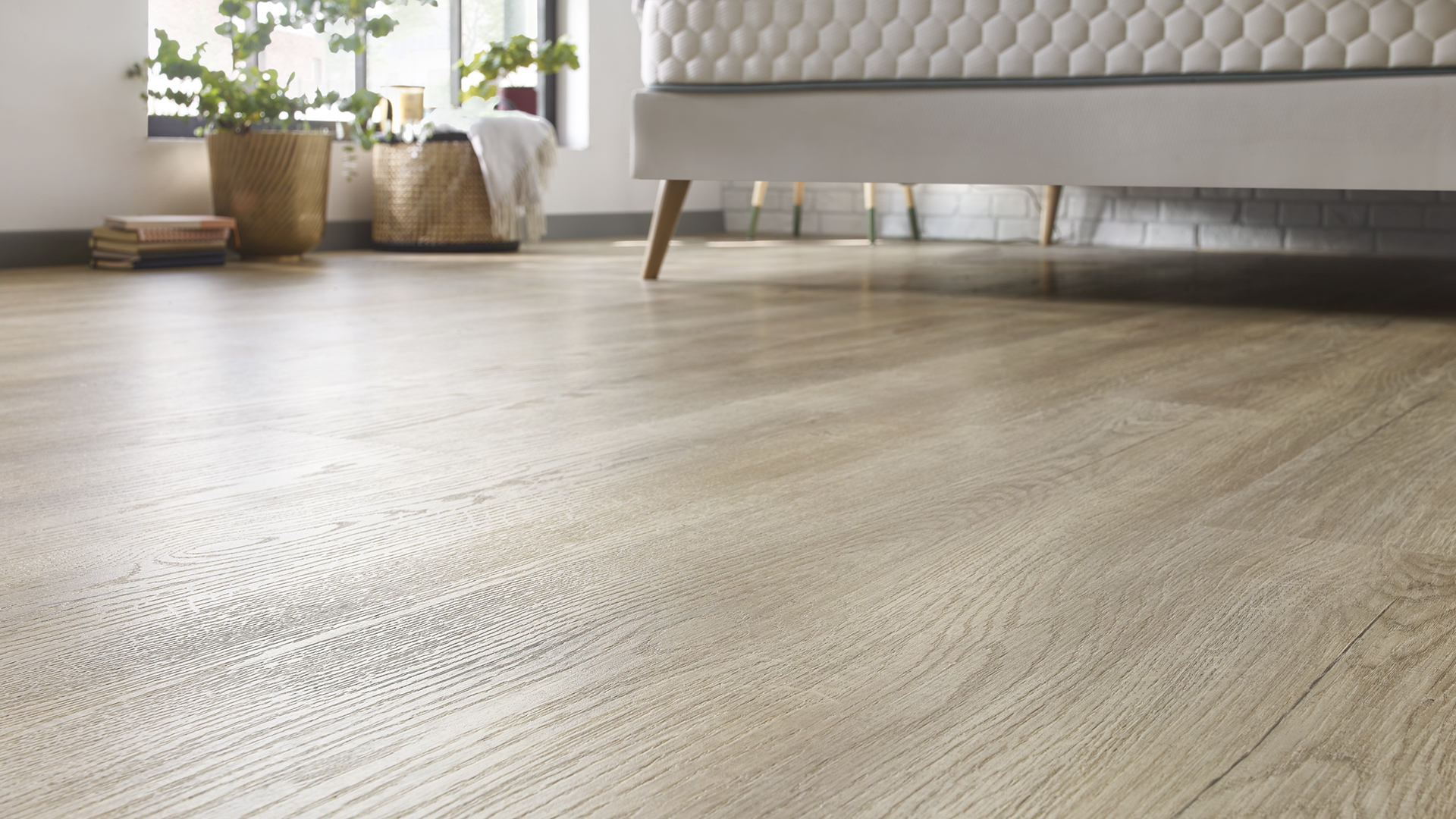
Podłoga

Podłoga – element wykańczający górną część stropu; posadzka jest elementem składowym podłogi. Zapewnia izolację termiczną, akustyczną i przeciwwilgociową, przenosi obciążenia równomiernie rozłożone i skupione, jest płaska i przystosowana do tego, aby mógł się po niej odbywać ruch.
Podłogę dzielimy na cztery warstwy:
- warstwa I
  - posadzka,
- warstwa II
  - jastrych,
  - warstwa wyrównująca,
  - warstwa podkładowa,
- warstwa III
  - izolacja termiczna,
  - izolacja przeciwwilgociowa,
- warstwa IV
  - strop (czyli podłoże).